# Seguro de responsabilidad civil
El seguro de responsabilidad civil es un contrato de seguro en virtud del cual el asegurador se compromete, a cambio del pago de una prima, a resarcir los daños materiales, personales y/o económicos causados a terceros y de los que tenga que responder civilmente al asegurado. Así lo recoge la Ley 50/1980, de 8 de octubre, de Contrato de Seguro, en la sección octava del mismo.

Por el seguro de responsabilidad civil el asegurador se obliga, dentro de los límites establecidos en la Ley y en el contrato, a cubrir el riesgo del nacimiento a cargo del asegurado de la obligación de indemnizar a un tercero los daños y perjuicios causados por un hecho previsto en el contrato de cuyas consecuencias sea civilmente responsable el asegurado, conforme a derecho.

## Tipos de seguros de responsabilidad civil
Se pueden diferenciar dos tipos de responsabilidad civil: contractual o extracontractual. En el primer caso, se responde ante el incumplimiento o trasgresión de un contrato. Por otro lado, la responsabilidad civil extracontractual, cuyas definiciones vienen especificadas en el artículo 1902 y siguientes del Código Civil, es aquella en la que no existe una relación jurídica o contrato entre las partes involucradas en el incidente. Por ejemplo, la responsabilidad de un cabeza de familia para con sus hijos y su casa, aquel que posee un animal ya sea como ganado, mascota o de caza, el propietario de un terreno cuyos elementos dentro del mismo hayan causado daños a otros... Este último es menos habitual que un seguro lo cubra, pero igualmente puede ser incluido.  
De este modo, existen diferentes tipos de seguro de responsabilidad civil en función de quién lo contrata, ya se trate de una empresa, autónomo, profesional o cualquier persona física o agrupación que tenga dicha carga.
En general, es importante contratar este seguro debido a que, en caso de una situación en la que se haya de responder por daños a terceros, se respondería con el propio patrimonio si no existe una póliza que lo cubra. Por lo tanto, se puede ver como un modo de protección del patrimonio del asegurado y es recomendable tenerlo contratado para profesionales, empresas o autónomos en especial a través de especialistas del sector como un corredor de seguros.
Como ya se ha mencionado anteriormente, dependiendo de quién contrata el seguro, estaremos hablando de un tipo de seguro de responsabilidad civil y, por tanto, una variación de coberturas.
- Empresas. Las empresas enfrentan numerosos riesgos que han de cubrir con los mismos seguros para poder paliar los efectos de posibles reclamaciones futuras. Por ello, las coberturas de sus pólizas son numerosas. Entre ellas, destacan el de accidente de trabajo, contaminación medioambiental, de producto, de explotación o, incluso, post-trabajo. Cada empresa tendrá sus coberturas específicas atendiendo al sector al que pertenezcan. Así, por ejemplo, las empresas de informática y tecnología buscan cubrir riesgos digitales principalmente, aunque también existen garantías frente a incumplimientos de la Ley de Protección de Datos, propiedad intelectual, daños técnicos o deshonestidad del empleado. También se encuentran las de plantas fotovoltaicas, cuyas coberturas parten desde su montaje hasta su explotación.

- Profesionales. Todas aquellas empresas y profesionales liberales que puedan causar daños a terceros en el ejercicio de su actividad, como son los arquitectos, abogados, profesores, médicos, etc. Los colegios, por ejemplo, entrarían en esta categoría e incluirían coberturas tan específicas como acoso escolar o intoxicaciones alimentarias. De igual manera, los arquitectos también serían los responsables de sus construcciones junto con el constructor, o según lo establezcan en el contrato.
- Autónomos. Puede que este sea uno de los seguros más importantes para los autónomos puesto que proporciona cierta seguridad y protección ante posibles imprevistos a la hora de realizar su actividad y que podrían ser devastadores para el propio autónomo. Respaldado por un seguro de responsabilidad civil, el trabajador podría hacer frente a los gastos jurídicos y de indemnización derivados de cualquier posible reclamación por daños a terceros, lo que aporta no sólo seguridad en su proyección de negocio, sino también confianza para el cliente, que sabrá que será respondido como corresponda.
- Otros. Por norma general, son las empresas o aquellas personas que realicen actividades profesionales a las que se recomiende el contrato de un seguro de responsabilidad civil. Sin embargo, existen otras situaciones por las cuales se deba contratar. Un ejemplo es el seguro para perros, obligatorio para los dueños de perros desde septiembre de 2023. También es el caso de los seguros de coche y los seguros del hogar, en los que, normalmente, ya viene incluida una cobertura de responsabilidad civil.

Por supuesto, dependiendo de quién contrate este tipo de seguro y su actividad, el precio de la póliza variará. Para conocer mejor cuánto cuesta un seguro de responsabilidad civil, consultar con un profesional del sector es lo más aconsejable, por ejemplo, un corredor de seguros.

## Obligatoriedad de su contratación
A pesar de no ser obligatoria su contratación, es posible que determinados sectores tengan estipulado por convenio disponer de una póliza de accidentes y responsabilidad civil. En todo caso, habría que recurrir al convenio de interés para esclarecer dicha obligatoriedad.
En el resto de supuestos en los que no intervenga un convenio regulador, la ley general puede establecer, o no, la obligación de contratar una póliza de responsabilidad civil. Por ejemplo, en septiembre del año 2023, a través de la Ley 07/2023 de Bienestar Animal se estableció que los dueños de perros habrían de contratar un seguro de responsabilidad civil independientemente de la raza del perro.